# Centraal Station Utrecht (sneltramhalte)
CS Centrumzijde is een van de haltes van de Utrechtse sneltram en is gelegen in de stad Utrecht.
Op de halte stoppen tramlijnen 20, 21 en 22.

## Vroegere sneltramhalte

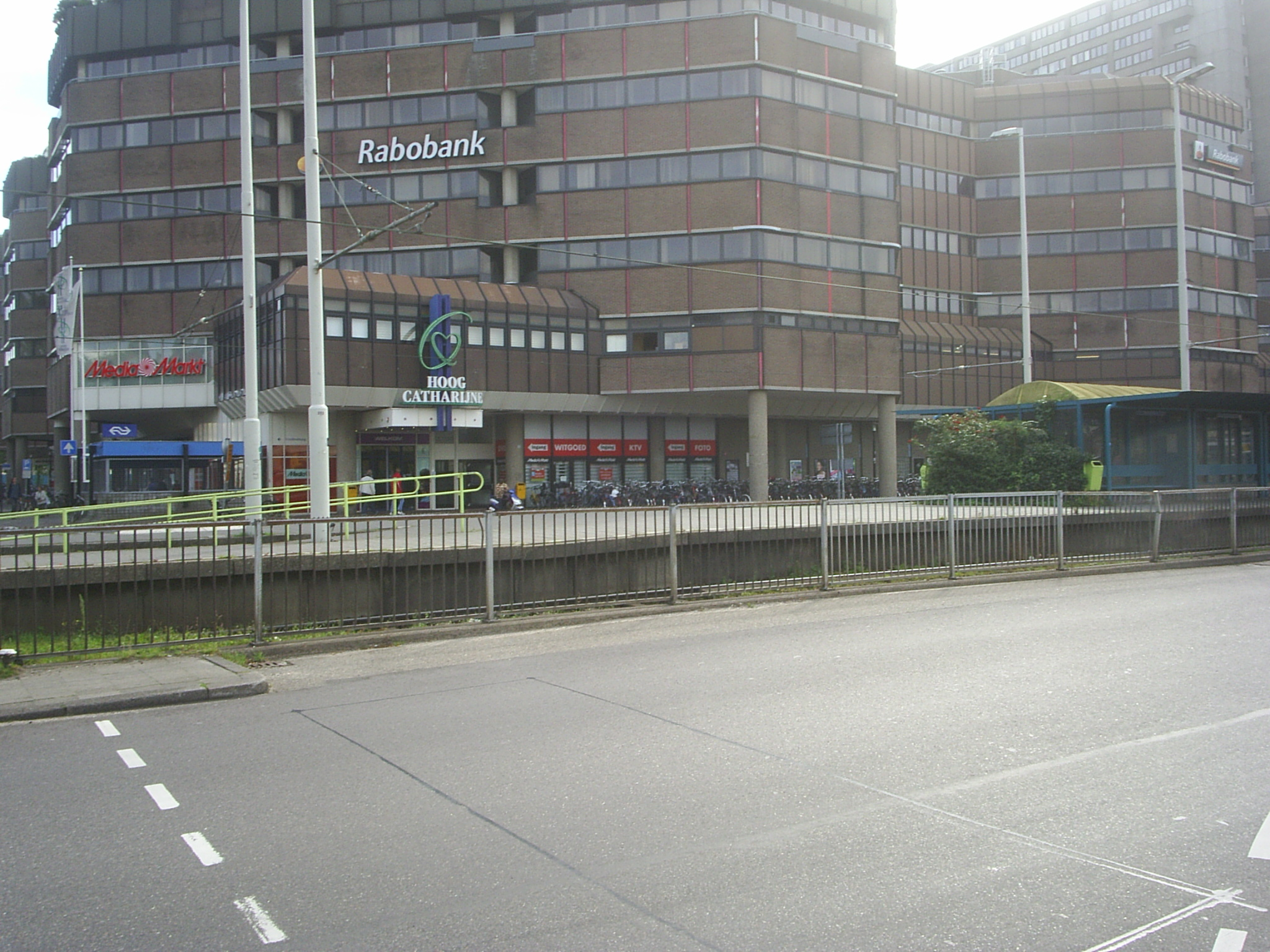
De oude sneltramhalte Centraal Station

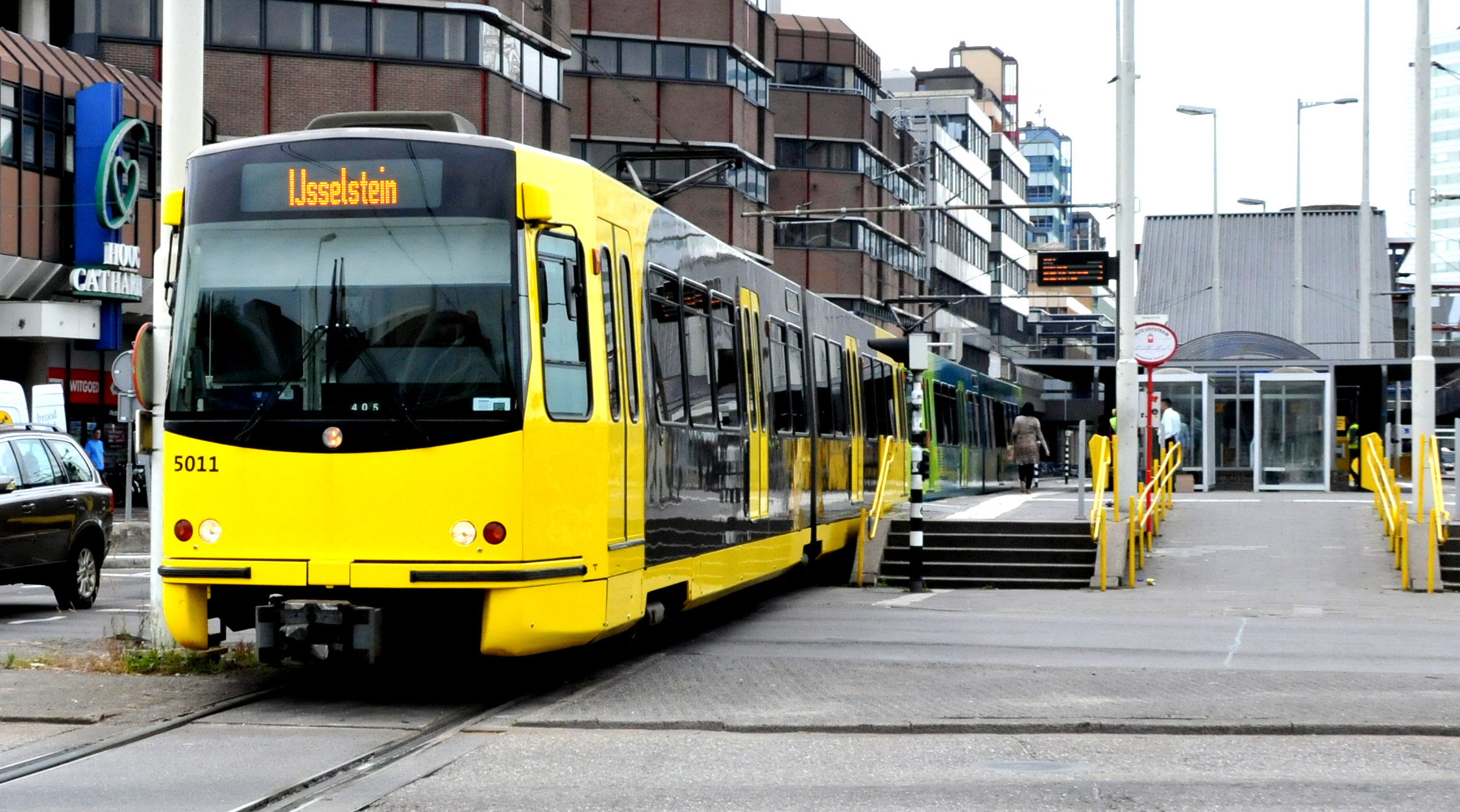
Tram 5011 in 2013 naar IJsselstein

Sneltramhalte Centraal Station was een halte van de Utrechtse sneltram. De halte lag naast het stadsbusstation bij het Centraal Station.
De halte werd gebruikt door lijnen 60, 61 en 260.
De halte was een breed en lang eilandperron met zowel een opgaande als een neergaande roltrap, en een lift, naar het taxiplatform dat de looproute vormde naar het station en Hoog Catharijne. Ook was er een toegang vanaf die halte tot de Noordertunnel.
Tot december 2009 reden de sneltrams na deze halte nog door tot het halte Moreelsepark, ook gelegen nabij het Centraal Station van Utrecht, maar dan ter hoogte van het streekbusstation.

## Verbouwing
De halte werd op 18 april 2013 gesloten in verband met de verbouwing van het centraal station tot OV-terminal. Met ingang van 9 december 2018 is het nieuwe bus- en tramhalte CS Centrumzijde, gelegen onder de stationshal en het gebouw "Het Platform" (dat zelf weer aan het stationsplein grenst), in gebruik genomen. De huidige halte bestaat uit twee doorgaande sporen voor de trams naar Nieuwegein en IJsselstein en twee kopsporen voor tramlijn 22.
P+R Science Park · WKZ/Máxima · UMC Utrecht · Heidelberglaan · Padualaan · De Kromme Rijn · Stadion Galgenwaard · Station Utrecht Vaartsche Rijn · CS Centrumzijde · CS Jaarbeursplein · Graadt van Roggenweg · 24 Oktoberplein-Zuid · Winkelcentrum Kanaleneiland · Vasco da Gamalaan · Kanaleneiland Zuid · P+R Westraven · Zuilenstein · Batau-Noord · Wijkersloot · Nieuwegein City · Merwestein · Fokkesteeg · Wiersdijk · Nieuwegein-Zuid
P+R Science Park · WKZ/Máxima · UMC Utrecht · Heidelberglaan · Padualaan · De Kromme Rijn · Stadion Galgenwaard · Station Utrecht Vaartsche Rijn · CS Centrumzijde · CS Jaarbeursplein · Graadt van Roggenweg · 24 Oktoberplein-Zuid · Winkelcentrum Kanaleneiland · Vasco da Gamalaan · Kanaleneiland Zuid · P+R Westraven · Zuilenstein · Batau-Noord · Wijkersloot · Nieuwegein City · St. Antonius Ziekenhuis · Doorslag · Hooghe Waerd · Clinckhoeff · Eiteren · Achterveld · Binnenstad · IJsselstein-Zuid
CS Centrumzijde · Station Utrecht Vaartsche Rijn · Stadion Galgenwaard · De Kromme Rijn · Padualaan · Heidelberglaan · UMC Utrecht · WKZ/Máxima · P+R Science Park
- Virtual International Authority File: 2813148947757554950004